# Halictus argilos
Halictus argilos är en biart som beskrevs av Ebmer 2005. Halictus argilos ingår i släktet bandbin, och familjen vägbin. Inga underarter finns listade i Catalogue of Life.